# 内氏放线菌
内氏放线菌（学名：Actinomyces naeslundii）是放线菌属的下属物种，呈革兰氏阳性，是一种常在人类口腔中被发现的杆状细菌。它与牙周病以及各种蛀牙有关。在其他情况下，它与良好的口腔健康有关。它是最先占据口腔并定植在牙齿表面的细菌之一。它也已从患有细菌性阴道病的妇女身上分离出来。

## 描述
内氏放线菌在显微镜下呈现为革兰氏阳性和细胞核多形性。它不形成孢子，被认为是厌氧或微需氧的。
2009年，内氏放线菌分裂出新物种。以前称为“内氏放线菌基因种2”的细菌被重新分类为新物种，名为粘性放线菌；以前称为“内氏放线菌基因种WVA 963”的那些细菌被重新分类为Actinomyces johnsonii。

## 在疾病中的作用
放线菌属里的许多种，包括内氏放线菌，会引起一种称为放线菌病的慢性疾病，其特征是肿胀和形成可能渗出脓液的脓肿。这可能伴随着组织纤维化。
口腔、面部和颈部感染是最常见的感染，然而，胸部区域、腹部、骨盆和中枢神经系统也可受累。